# 允许暴露限值
允许暴露限值或允许接触限值（英語：Permissible exposure limit，简称PEL或称OSHA PEL即美国职业安全与健康管理局允许暴露限值）是美国对员工接触化学物质或物理因素（如在高水平噪音）的法定限值。允许接触限值由美国职业安全与健康管理局 (OSHA) 制定。大多数美国职业安全与健康管理局的允许暴露限值都是在1970年《职业安全与健康法案》（《OSH法案》）通过后不久发布的。
化学品监管有时以百万分率（ppm）表示，但通常以毫克每立方米（mg/m3）表示。而噪音等物理介质的度量单位与介质有关。
允许暴露限值通常以时间加权平均值 (time-weighted average，简称TWA) 表示，但有些是短期暴露限值 (short-term exposure limit，简称STEL) 或上限。时间加权平均值是指定时间段内的平均接触量，通常为标称的8小时。这意味着在有限的时间内，只要不超过时间加权平均值且不超过任何适用的偏离限值，工人可能会接触到高于允许暴露限值的浓度偏离。偏离限值通常意味着“……工人的接触水平在一个工作日内最多可以超过PEL-TWA的3倍，但总时间不得超过30分钟，并且在任何情况下都不应超过PEL-TWA的5倍，前提是不超过PEL-TWA。”一些州（例如俄勒冈州）和联邦政府对某些污染物（例如石棉）实施超标限制。
短期暴露限值是指在一个工作班次中，在15—30分钟的最大接触时间内的平均接触限值。上限限值是指任何时间都不得超过的限值，适用于刺激性物质和其他具有直接影响的物质。